# 高橋かづゆき
高橋 かづゆき（たかはし かづゆき、1975年8月30日 - ）は、日本の脚本家、放送作家。日本脚本家連盟会員。

## 経歴
福岡県糟屋郡宇美町生まれ。
東福岡高等学校、西南学院大学出身。
福岡市で仕事を転々としていたが、2005年に上京。
シナリオ・センターでシナリオの基本を学び、在学中に脚本家のジェームス三木に師事。
その後、放送作家の安達元一に師事。
テレビ番組の構成、脚本のほか、企業VPなどの構成も手がけている。

## 人物
- 妹はサンミュージックプロダクション所属芸人のシャンソン姉さん[2]。

## 作品

### テレビドラマ
- フジテレビ『 海の上の診療所』（構成協力）[3]
- フジテレビ『 世にも奇妙な物語 2014年 秋の特別編』（リサーチ）[3]
- フジテレビ『&美少女　NEXT GIRL meets Tokyo』meets9 北千住☓PM4:00＆恒松祐里（脚本）
- GYAO!『プロデューサーＫⅢ』（脚本）

### アニメ
- NHK『 ソッキーズフロンティアクエスト』（脚本）[4]

### テレビ番組
- CBC制作・TBS系列『健康カプセル!ゲンキの時間』（構成）[3]
- CBC制作・TBS系列『ゲンバビト』（構成）
- TBS『カトちゃんの!やっぱいいねぇ田舎式にっぽん幸せライフ』（構成）[3]
- TBS『知らないとヤバイよ!女のホンネと建前』（構成）[3]
- TBS『世界に売り込め！ご当地グルメでクールジャパン』（構成）[3]
- フジテレビ『テレビを輝かせた100人』（構成）[3]
- BSフジ『将棋ウォーズカップ2〜芸能界最強決定戦〜』（構成）[3]
- BSフジ『将棋ウォーズカップ〜芸能界最強決定戦〜』（構成）[3]
- テレビ東京『大人の極上ゆるり旅』（構成）[3]
- テレビ東京『東京オートサロン2013ギリギリ限界チラ見せスペシャル！』（構成）[3]
- BSジャパン『あの年この歌〜時代が刻んだ名曲たち〜』（構成）[3]
- テレビ朝日『100秒ドライブ』（ナレーション原稿）[3]
- BS朝日『京都ぶらり歴史探訪』（構成）
- BS朝日『悠久への旅とっておきの京都』（構成）[3]
- BS朝日『昭和偉人伝』（構成）[3]
- BS朝日『ヨーロッパいちばん旅行記』（構成）[3]
- BS朝日『CNNサタデーナイト』（構成）[3]
- BS朝日『テムズ河 悠遊二人旅』（構成）[3]
- BS朝日『ネイチャードキュメント奇跡の地球紀行 田辺誠一が旅する 世界遺産タスマニア4つの奇跡〜太古の自然と固有の動物の秘密〜』（構成）[3]
- BS朝日『筒井康隆のこだわり本屋紀行』（構成）[3]
- BS朝日『知られざる物語 京都1200年の旅』（構成）[3]
- BS朝日『金曜ぷらす 知って得するテレビ』（構成）[3]
- BS朝日『山手線一周！ウォーキングルメ』（構成）[3]
- BS11『尾上松也の謎解き歴史ミステリー』（構成）
- BS11『尾上松也の古地図で謎解き!にっぽん探究』（構成）[5]
- WOWOW『W流〜ドキュメント・チームMOZU』（構成）[3]
- J SPORTS『ドキュメント・ザ・リアル 海を渡ったサムライサウスポー 和田毅の挑戦』（構成）[3]

### 動画
- BeeTV「OLのトリセツ」（構成）[3]
- BeeTV「密着！男と女の愛憎(秘)探偵ファイル2」（構成）[3]

### 舞台
- 劇団ウラジオレンジ旗揚げ公演（コント台本／演出）[3]
- 劇団ウラジオレンジ第二回公演（コント台本／演出）[3]